# مارك ر. وودورد
مارك ر. وودورد (بالإنجليزية: Mark R. Woodward)‏ هو عالم إنسان أمريكي، ولد في 1952.